# Dimash Qudaibergen
Dinmukhammed Qanatuly Qudaibergenov Aitbaev dit Dimash Qudaibergen (en kazakh : Димаш Құдайберген), né le 24 mai 1994 à Aktobé, est un chanteur, auteur-compositeur et multi-instrumentiste kazakh,. Il a suivi une formation universitaire en musique classique et contemporaine, et est particulièrement connu pour sa tessiture vocale considérée comme la plus étendue du monde avec sept octaves.

## Biographie

### Enfance et débuts
En 2010, il gagne le concours de chant au festival international « Voix sonores de Baïkonour », puis le Grand Prix au concours d'interprètes « Zhas Kanat » ainsi que le premier prix du concours international télévisé de jeunes interprètes « Bazar oriental » en 2012. En 2013, il remporte le concours du premier festival international de jeunes interprètes « Makin Asia ».
En plus du chant, Dimash commence très tôt à écrire ses propres chansons. Il joue de neuf instruments : piano, batterie, guitare, dombra, marimba, bayan , clavier, xylophone et violoncelle.
En 2014, il est diplômé du « College of Music » dépendant de l'université Zhubanov d'Aktioubé, dans le département de chant académique. À partir de cette année, il étudie à la faculté Pop art de l'Université nationale Kazakh des arts. La renommée et la popularité sont arrivées après qu'il a remporté, lors du festival international des arts Slavianski Bazar de Vitebsk, le grand prix du 24e concours international des interprètes de chanson pop (concours qui encourage les jeunes chanteurs prometteurs). Le premier jour, il chante la chanson de Konstantin Meladze (en) Opyat Metel, et le deuxième jour SOS d'un terrien en détresse, chanson composée par Michel Berger et écrite par Luc Plamondon.
Le 28 octobre 2015, à Istanbul, Dimash Qudaibergen représente le Kazakhstan pour la première fois lors du festival international télévisé de l'océan d'Asie-Pacifique « ABU TV Song ».

### Révélation internationale
En 2017, il participe à l'émission de télé-crochet chinoise Singer 2017, diffusée sur la chaîne Hunan Télévision. La compétition, retransmise chaque semaine, comporte six manches, chaque manche se déroulant sur deux semaines. Les gagnants sont déterminés par le vote de l'assistance. De janvier à mars 2017, Dimash remporte la première manche, est deuxième lors de la deuxième manche, premier lors de la troisième, cinquième lors de la quatrième et premier lors de la cinquième. Il finit en deuxième position de la compétition, qui se termine le 15 avril 2017.
Ses prestations vocales et scéniques au cours de cette compétition sont particulièrement remarquées sur les réseaux sociaux et lui permettent d'acquérir une notoriété internationale. Doté d'une tessiture impressionnante (couvrant plus de sept octaves),, du la0 du registre le plus grave (basse), aux plus hautes notes du registre soprano qu'il chante avec aisance, avec une capacité à pousser en concert jusqu'au re8 (voix de sifflet),,. Il se montre notamment capable de passer du registre pop au registre lyrique très rapidement, de produire des mélismes et des figures vocales très complexes sans difficulté apparente, et maîtrise également la voix de sifflet, le registre le plus élevé de la voix humaine.
Dimash était le premier chanteur étranger à intégrer le show chinois depuis sa création, élargissant ainsi sa visibilité au Kazakhstan pour la première fois et participant par ses prestations surprenantes a son succès international,,.
Le 27 décembre 2017, il est classé 76e au classement des 100 plus beaux visages 2017 (catégorie masculine) de TC Candler,.
Le 24 mars 2022, il reçoit le prix de la meilleure star internationale aux EMIGALA Fashion Awards à Dubaï.

## Discographie

### Albums
- iD

### Chansons
- Together (2023)
- Requiem: The Story of One Sky (2022)

- Zhalyn (2022)
- Okay (2022)
- Stranger (2021)
- Qairan Elim (2020)
- Your love (2020)
- Know (2019)
- Olimpico
- Aq tilek
- Adagio
- hello
- Daididau
- Korkemim
- Tugan Zher
- Umiti limas
- Yerkeleteyin
- Give Me Love
- Unforgettable Day
- Screaming
- Opera 2

- SOS d'un terrien en détresse
- Love of Tired Swans